# Chiêu Minh văn tuyển
Chiêu Minh văn tuyển (tiếng Trung: 昭明文選) là một tuyển tập thơ văn hiện có xuất hiện sớm nhất của văn học Trung Quốc, đây cũng là một "sách giáo khoa" của sĩ tử Trung Quốc nhiều thế kỷ thời phong kiến. Bộ sách được thái tử Tiêu Thống, con trai cả của Lương Vũ Đế, tổ chức văn nhân cùng nhau biên tập. Ban đầu nó có tên đơn giản là Văn tuyển, nhưng sau khi Tiêu Thống mất và được truy thụy là Chiêu Minh, bộ sách được biết đến rộng rãi với tên gọi Chiêu Minh văn tuyển.
Đây là tuyển tập của những tác phẩm thơ và văn xuôi được đánh giá là hay nhất trong nền văn hóa chữ Hán từ cuối thời Chiến Quốc (khoảng 300 TCN) tới triều đại nhà Lương (khoảng 500 SCN), không bao gồm các bộ kinh và những văn bản triết học.